# الدولارات (فلم)
الدولارات (بالإنجليزية: Dollars) فيلم كوميديا، ودراما، وجريمة أمريكي لعام 1971 من تأليف وإخراج ريتشارد بروكس وإنتاج إم. فرانكوفيتش. الفيلم من بطولة وارن بيتي وغولدي هاون، ويدور حول مستشار أمن البنك الذي يطور مخططًا مع غانية لسرقة أموال العديد من المجرمين من قبو بنك.
تم تصوير الفيلم جزئيًا في هامبورغ بألمانيا الغربية، والتي تشكل الموقع الرئيسي للفيلم، وتلقى دعم من متحف هامبورغ للفنون، واستوديوهات بنديستورف. وضع موسيقى الفيلم كوينسي جونز، وتتميز الموسيقى التصويرية بأداء دون إليوت فويسز، وليتل ريتشارد، وروبرتا فلاك، ودوغ كيرشو. قامت شركة كلومبيا بتوزيع الفيلم.

## طاقم التمثيل
وارن بيتي: في دور جو كولينز
غولدي هون: في دور دون ديفاين
غيرت فروب: في دور السيد كيسيل
روبرت ويبر: في دور السيد نورث المحامي
سكوت برادي: في دور سارج
آرثر براس في دور كاندي مان
روبرت ستيلز: في دور الرائد
فولفجانج كيلينج: في دور جرانيش
روبرت هيرون: في دور حارس شخصي
كريستيان مايباخ: في دور هيلجا
هانز هوتر: في دور كارل
مونيكا ستندر: في دور بيرتا
هورست هيسلين: في دور برونو
فولفجانج كولمان: في دور فوركوت
كلاوس شيشان: في دور رجل يحمل سكين

## أحداث الفيلم
يستفيد العديد من المجرمين من قوانين الخصوصية لبنوك ألمانيا الغربية، لاستخدام صناديق الأمانات في أحد البنوك الألمانية الغربية الواقع بهامبورج، لتخزين كميات كبيرة من الأموال غير المشروعة. يقوم جو كولينز (وارن بيتي)، مستشار أمن بنك أمريكي، بالتجسس عليهم، ويقوم باستعدادات غامضة ومتقنة لسرقة أموالهم (بإجمالي أكثر من 1.5 مليون دولار) بمساعدة الغانية دون دفاين (جولدي هاون).
يدفع جو صديقته دون للإتصال، وتهديد رئيس البنك، السيد كيسيل (غيرت فروب)، لإنشاء تحويل. يتوارى جو داخل قبو البنك مع قضيب ذهبي يُعرض عادةً في الردهة، ويتم إغلاق البنك وإخلاؤه، بينما يستخدم جو مفاتيح مقلدة لإفراغ صناديق الأمانات الثلاثة للمجرمين في صندوق ودائع صديقته دون.
يكتشف المجرمون الثلاثة في اليوم التالي، واحدًا تلو الآخر، أن صناديقهم فارغة، وبالتالي لا يمكنهم إكمال مخططاتهم غير القانونية، ولا يجرؤون على الذهاب إلى الشرطة للإبلاغ عن السرقات، لأنهم سيخاطرون بعد ذلك بالكشف عن سرقاتهم. تبدأ مطاردات كثيرة لتنتهي الأحداث ودون تقيم في فندق ديل كورونادو، وتقود سيارة كورفيت صفراء جديدة لامعة بفرح، وتحتضن في الفراش شخص غير مرئي. تشرح دون بهدوء لجو أنها كانت متأكدة من أن المجرمين لن يقتلوه ولن يتركوا لهم أي طريقة للحصول على المال، كانت قد أخذت المال فقط من أجل منع أي شخص من ملاحقة جو.

## استقبال الفيلم
منح موقع الطماطم الفاسدة الفيلم تقييماً مقداره 86% بناءاً على آراء 7 نقاد.
منح روجر إيبرت الفيلم ثلاث نجوم من أصل أربعة، وأشاد بالفيلم باعتباره «فيلمًا رائعًا ومفعمًا بالحيوية يعمل كإثارة جيدة»، وأشاد بأداء بيتي، واصفًا إياه بأنه «أفضل رجل محتال في الأفلام، بالتأكيد منذ وفاة كلارك جابل. إنه مليء بالصفقات والزوايا والأشياء التي يجب أن يسحبك إليها في زاوية لتهمس. يمكنه أن يجعلك غنيًا غدًا، وهو أيضًا، في يوم من هذه الأيام. ولديه نوع غير عادي من النرجسية الغير مألوفة بالنسبة للممثل. إنه ليس نرجسيًا بشأن نفسه، ولكن بشأن أسلوبه؛ إنه يحب خداع الناس».

## وصلات خارجية
https://www.imdb.com/title/tt0068152/ الدولارات (فيلم)
https://www.rottentomatoes.com/m/dollars الدولارات (فيلم)
https://www.allmovie.com/movie/v14231 الدولارات (فيلم)
https://www.tcm.com/tcmdb/title/73356/film#overview الدولارات (فيلم)
https://catalog.afi.com/Catalog/moviedetails/54195 الدولارات (فيلم)
https://www.vudu.com/content/movies/details/-Dollars-/77865 الدولارات (فيلم)